# Naso annulatus
Naso annulatus е вид бодлоперка от семейство Acanthuridae. Видът не е застрашен от изчезване.

## Разпространение и местообитание
Разпространен е в Австралия, Американска Самоа, Бруней, Вануату, Виетнам, Гуам, Джибути, Египет, Еритрея, Йемен, Израел, Източен Тимор, Индия, Индонезия, Йордания, Камбоджа, Кирибати (Гилбъртови острови), Китай, Коморски острови, Коста Рика (Кокос), Мадагаскар, Майот, Макао, Малайзия, Маршалови острови, Микронезия, Мозамбик, Науру, Ниуе, Нова Каледония, Остров Норфолк, Остров Рождество, Острови Кук, Палау, Папуа Нова Гвинея, Параселски острови, Провинции в КНР, Самоа, Саудитска Арабия, САЩ (Хавайски острови), Северни Мариански острови, Сейшели, Соломонови острови, Острови Спратли, Судан, Тайван, Тайланд, Танзания, Тонга, Тувалу, Уолис и Футуна, Фиджи, Филипини, Франция (Клипертон), Френска Полинезия, Френски южни и антарктически територии (Нормандски острови), Хонконг, Шри Ланка, Южна Африка и Япония.
Обитава крайбрежията и скалистите дъна на океани, морета и рифове в райони с тропически климат. Среща се на дълбочина от 1 до 60 m, при температура на водата от 25 до 28,9 °C и соленост 34,5 – 35,3 ‰.

## Описание
На дължина достигат до 1 m.
Популацията на вида е стабилна.